# For Love or Money (película de 2014)
For Love or Money (chino: 露水红颜)  es una película romántica china basada en la novela homónima de Amy Cheung, publicada en 2006. Fue dirigida por Gao Xixi y protagonizada por Liu Yifei y Rain. Originalmente programada para su lanzamiento el 11 de noviembre de 2014, la película se trasladó antes del 7 de noviembre de 2014.

## Reparto
- Rain como Xu Chengxun
- Liu Yifei como Xing Lu
- Wang Xuebing
- Joan Chen como la madre de Xu Chengxun
- Shao Feng
- Tiffany Tang como Ming Zhen
- Andy On como Lian
- Sun Haiying
- Allen Lin
- Dong Yong

## Taquilla
La película recaudó ¥ 65,38 millones en la taquilla china.